# Lilia Reyes Morales
Lilia Reyes Morales es una política mexicana, miembro del Partido Revolucionario Institucional (PRI). Ha sido diputada federal y senadora, así como secretaria de Turismo del estado de Hidalgo.

## Biografía
Fue elegida en 1997 como diputada federal suplente por el Distrito 6 de Hidalgo a la LVII Legislatura que funcionó de dicho año a 2000, siendo diputado propietario Manuel Ángel Nuñez Soto.
El 8 de septiembre de 1998 Núñez Soto solicitó y obtuvo licencia como diputado para aspirar a la candidatura del PRI a gobernador de Hidalgo, por lo que Lilia Reyes fue llamada a suplirlo, ejerciendo la diputación hasta el fin de la legislatura, el 31 de agosto de 2000.
En 2000 fue elegida a su vez senadora con el mismo carácter de suplente, en esta ocasión del propietario Ernesto Gil Elorduy en primera fórmula para las Legislaturas LVIII y LIX. Ejerció el cargo entre el 24 de junio y el 31 de agosto de 2006 al recibir Elorduy licencia definitiva para ser comisionado de la Comisión Federal de Telecomunicaciones.
Previamente entre 2000 y 2005 ocupó la titularidad de la Secretaría de Turismo de Hidalgo en la administración del gobernador Manuel Ángel Núñez Soto. Después de estos cargos públicos, se ha dedicado a sus funciones como notaria pública No. 13 del estado.